# Veil of Maya
I Veil Of Maya sono un gruppo djent statunitense, originario di Oak Park in Illinois, formatosi nel 2004. Attualmente sono sotto contratto con la Sumerian Records.
Il nome Veil of Maya trae origine dall'omonimo poema di George William Russell.

## Storia del gruppo
Dopo i primi due album All Things Set Aside, autoprodotto e pubblicato dalla Corrosive Recordings, e The Common Man's Collapse, pubblicato dopo la firma con la Sumerian Records, il loro terzo album [id] viene pubblicato il 6 aprile 2010, e raggiunge la posizione 107 della classifica Billboard 200. Il gruppo ha lavorato per quest'album nuovamente con il produttore Michael Keene dei The Faceless, che aveva già prodotto The Common's Man Collapse.
Il 13 gennaio 2012 la Sumerian Records ha pubblicato un'anteprima dell'imminente album, intitolato Eclipse. Il singolo Vicious Circles è stato pubblicato il 17 febbraio. L'uscita dell'album è stata invece fissata per il 28 febbraio 2012.
Agli inizi del febbraio 2012 è stato annunciato che i Veil of Maya avrebbero iniziato il loro primo tour come headliner in Europa nella Primavera del 2012, svolgeranno una serie di concerti lunga un mese in molti paesi europei, incluse Italia Germania, Inghilterra e Russia. Parteciperanno ai concerti band quali Betraying The Martyrs, Vildhjarta, Structures e Volumes.
Il 26 settembre 2014 è stata annunciata l'uscita dal gruppo del cantante Brandon Butler a causa di divergenze personali e creative. Il 1º gennaio 2015 è stata annunciata l'entrata nella band del nuovo cantante Lukas Magyar.

## Formazione

### Formazione attuale
- Lukas Magyar – voce (2015–presente)
- Marc Okubo – chitarra (2004-presente)
- Sam Applebaum - batteria  (2004-presente)
- Danny Hauser - basso (2010-presente)

### Ex componenti
- Matthew C. Pantelis - basso(2008-2010)
- Kristopher Higler - basso(2004-2008)
- Adam Clemans - voce (2005-2007)
- Matt of the Dead - voce (2004-2005)
- Brandon Butler - voce, tastiera (2007-2014)

## Discografia

### Album in studio
- 2006 - All Things Set Aside
- 2008 - The Common Man's Collapse
- 2010 - [id]
- 2012 - Eclipse
- 2015 - Matriarch
- 2017 - False Idol
- 2023 - Mother